# Тисевич, Мария Александровна
Мария Александровна Тисевич (до 2017 — Кашина; р. 16 января 1994, Санкт-Петербург) — российская волейболистка, либеро. Мастер спорта России.

## Биография
Профессиональная спортивная карьера Марии Кашиной началась в 2008 году в команде «Ленинградка»-2, выступавшей в высшей лиге «Б» чемпионата России. С 2011 до 2021 года волейболистка играла за основной состав команды «Ленинградка», главным тренером которой и президентом клуба работает её отец — Александр Кашин.
10 июня 2017 года Мария Кашина вышла замуж за игрока «Динамо-ЛО» (Ленинградская область) Игоря Тисевича.  

### Клубная карьера
- 2008—2011 —  «Ленинградка»-2 (Санкт-Петербург);
- 2011—2021 —  «Ленинградка» (Санкт-Петербург).

## Достижения
- серебряный призёр чемпионата России среди команд высшей лиги «А» 2014.
- серебряный призёр розыгрыша Кубка Победы 2015.